# Euxoa aberrans
Euxoa aberrans là một loài bướm đêm thuộc họ Noctuidae. Nó được tìm thấy ở British Columbia, Alberta, Saskatchewan và Manitoba tại Canada. Tại Hoa Kỳ Nó được ghi nhận từ Washington và Montana.